# Пальмові
Па́льмові (Arecaceae) — родина дерев'янистих рослин з класу однодольних. Родина складається із близько 240 родів і 3400 видів.

## Поширення
Територія природного поширення більшості пальм — тропіки і субтропіки (поза тропіками, в Іспанії і на півдні Франції, зустрічається лише Chamaerops humilis). Найбільший ареал у вогких джунглях, великої кількості ареал у пустелях.

## Опис
Стовбур зазвичай не гілкується (окрім роду дум-пальм), досить часто пальми схожі на чагарники, у деяких представників будь-яких стебел немає зовсім, над поверхнею землі підносяться тільки листя. Товщина стовбура досягає 1 метра, висота до 50—60. Листя або перисте (кокосова пальма, фінікова пальма, пальма «лисячий хвіст», ховея, хамедорея), або віялове (хамеропс, трахікарпус, пальма Лівістона і т. д.).
Природними ворогами пальм є жуки з роду Rhynchophorus.

## Використання
Плоди кокосової та фінікової пальм використовують як харчові продукти.
З воскових пальм отримують віск, що утворюється на різних частинах дерев, який іде на свічки; стовбур дає саго (не справжнє) і йде на споруди і вироби. Також з пальмових отримують волокно, рослинний сік тощо; використовують як кімнатні та оранжерейні рослини.

## Псевдопальми
Деякі рослини через їх здерев'янілі безлисті стебла з пучком листя на верхівці називають несправжніми пальмами. Це, наприклад, драцена, кордиліна, юка з родини холодкових, панданус або «гвинтова пальма» з родини панданових, пахіподіум або «мадагаскарська пальма» з родини кутрових.

## Символізм
- Пальмова гілка здавна є символом перемоги, вона часто слугувала нагородою переможцю. У Стародавньому Римі її вручали гладіаторам, які перемогли в іграх.
- Від староукраїнського *палъма походить і слово «паломник». Це пов'язано з тим, що богомольці, які відвідували Палестину, привозили з собою додому пальмові листи, що слугували їм у дорозі парасолями.

## Галерея

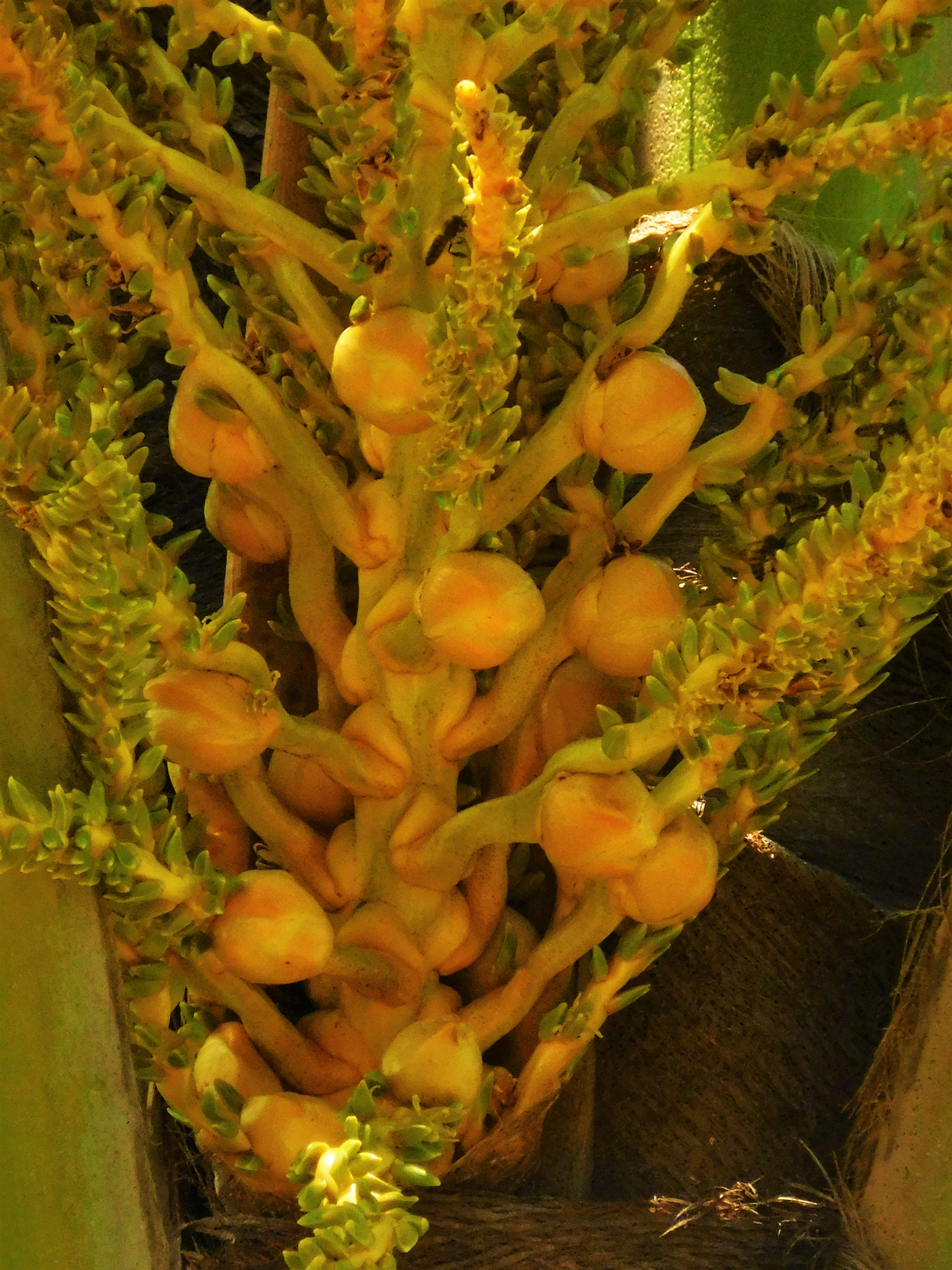
Суцвіття кокосової пальми
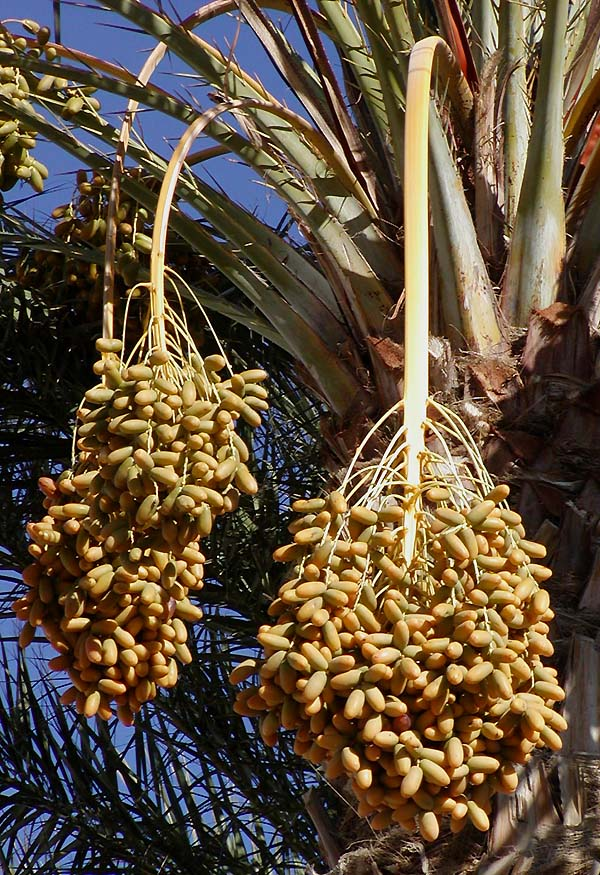
Плоди фінікової пальми